# EDM Club Sugar Free Edition
EDM Club Sugar Free Edition è la seconda raccolta del gruppo musicale sudcoreano T-ara, pubblicata nel 2014 dalla Core Contents Media e la LOEN Entertainment.

## Tracce

### CD 1
1. Sugar Free (English Version) [DJ Chuckie]
2. Sugar Free (English Version) [DJ Beatrappa, Ferry, Tera]
3. Sugar Free (English Version) [DJ Ferry]
4. Sugar Free (English Version) [DJ Big Bounce]
5. Sugar Free (English Version) [DJ Dion]
6. Sugar Free (English Version) [DJ Jeffrey Choi]
7. Sugar Free (English Version) [DJ pHatsound]
8. Sugar Free (English Version) [Monster Factory]
9. Sugar Free (English Version) [Original Edit]

### CD 2
1. Sugar Free (Korean Version) [DJ Chuckie]
2. Sugar Free (Korean Version) [DJ Beatrappa, Ferry, Tera]
3. Sugar Free (Korean Version) [DJ Ferry]
4. Sugar Free (Korean Version) [DJ Big Bounce]
5. Sugar Free (Korean Version) [DJ Dion]
6. Sugar Free (Korean Version) [DJ Jeffrey Choi]
7. Sugar Free (Korean Version) [DJ pHatsound]
8. Sugar Free (Korean Version) [Monster Factory]
9. Sugar Free (Korean Version) [Original Edit]

### Versione Digitale
1. Sugar Free (English Version) [DJ Beatrappa, Ferry, Tera]
2. Sugar Free (English Version) [DJ Ferry]
3. Sugar Free (English Version) [DJ Big Bounce]
4. Sugar Free (English Version) [DJ Dion]
5. Omis
6. Sugar Free (English Version) [DJ Jeffrey Choi]
7. Sugar Free (English Version) [DJ pHatsound]
8. Sugar Free (English Version) [Monster Factory]
9. Sugar Free (English Version) [Original Edit]
10. Sugar Free (Korean Version) [DJ Beatrappa, Ferry, Tera]
11. Sugar Free (Korean Version) [DJ Ferry]
12. Sugar Free (Korean Version) [DJ Big Bounce]
13. Omis
14. Sugar Free (Korean Version) [DJ Dion]
15. Sugar Free (Korean Version) [DJ Jeffrey Choi]
16. Sugar Free (Korean Version) [DJ pHatsound]
17. Sugar Free (Korean Version) [Monster Factory]
18. Sugar Free (Korean Version) [Original Edit]